# Cuchillo de paleta

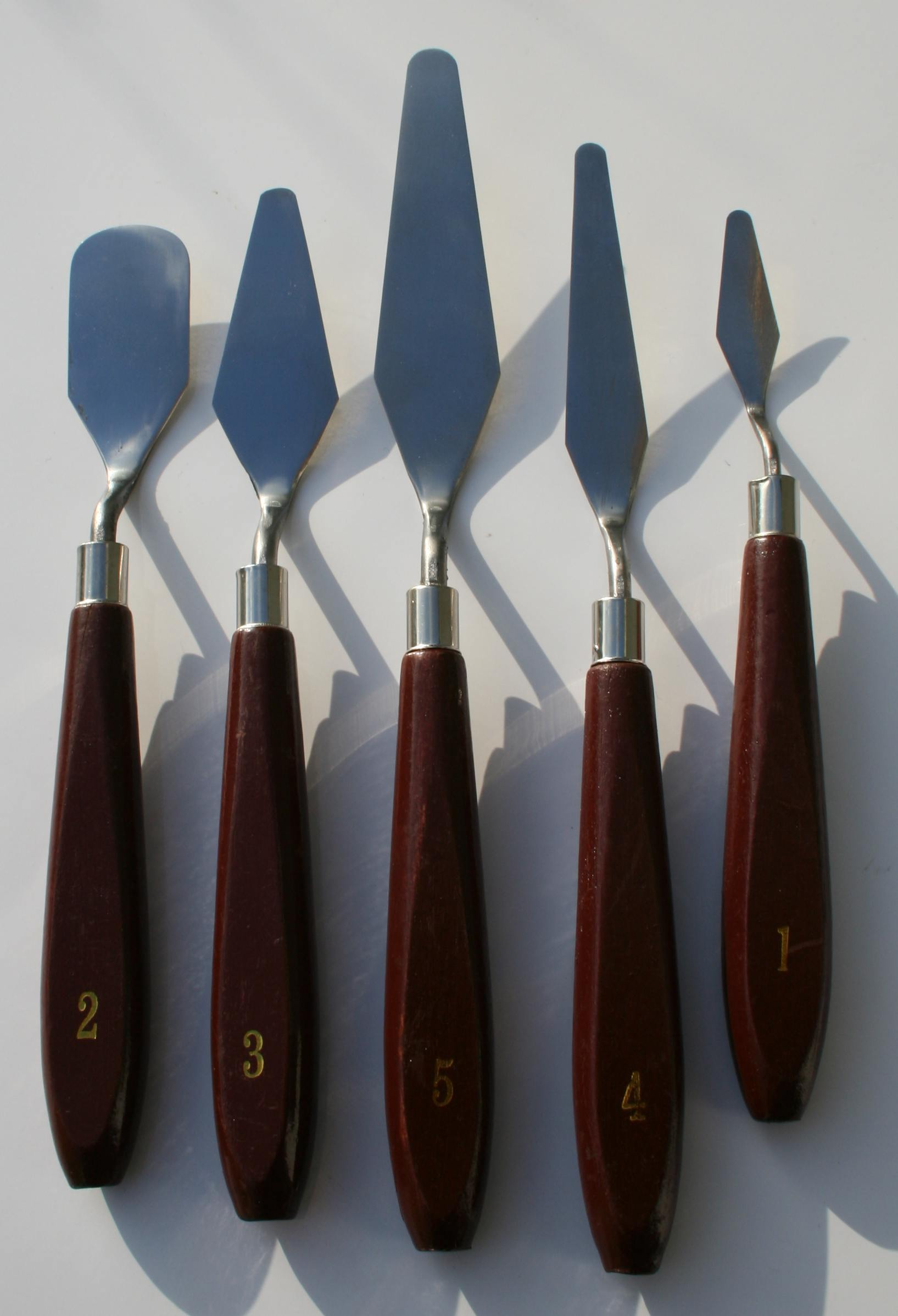
Cuchillo de paleta, usado para mezclar pintura.

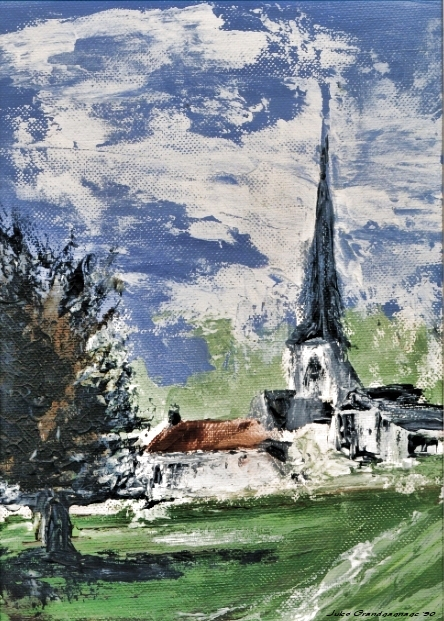
Pintar con espátula y acrílico.

Un cuchillo de paleta es una herramienta, sin filo, utilizada para la mezcla o aplicación de pintura, con una hoja de acero flexible. Se utiliza sobre todo para la mezcla de colores de pintura, pasta o para marmoleado, guardas decorativas, etc. La «paleta» en el nombre es una referencia a la paleta de un artista que se utiliza para la mezcla de tinte al óleo y pinturas acrílicas.
Estos cuchillos vienen principalmente en dos tipos:
- Cuchillo de paleta parecido a un cuchillo de masilla con una punta redondeada, ideal para la mezcla de pinturas en la paleta;
- Cuchillo de pintura con una punta afilada, como una paleta de albañil, ideal para la pintura sobre lienzo.

Mientras que los cuchillos de paleta se fabrican sin bordes cortantes, con el uso prolongado pueden llegar a ser «afilados» por la acción abrasiva de los pigmentos, como los colores de tierra.
Los cuchillos de paleta también se utilizan en la cocina, donde su flexibilidad permite que se deslicen fácilmente debajo de pasteles u otros artículos. Véase espátula de helar.